# Vittorio Longhena
Vittorio Longhena (Malgesso, 1820 – 1890) è stato un patriota italiano.

## Biografia
Nato a Malgesso in una famiglia aristocratica, il conte Vittorio Longhena aderì da giovane alla Carboneria. 
Nel 1848, con lo scoppio della prima guerra di indipendenza italiana, fu tra gli insorti che parteciparono alle cinque giornate di Milano comandando una colonna di patrioti di Varese. Membro del Governo Provvisorio Lombardo, dal quale fu poi nominato al grado di colonnello dal generale Michele Allemandi, comandante dei Corpi Volontari Lombardi. Nello stesso mese di marzo, il 22, affiancato da Tebaldo Martinengo, intercettò a Rezzato un convoglio di rinforzi austriaci provenienti dalla fortezza di Verona e diretti alla volta di Brescia catturando 6 ufficiali, 174 soldati e facendo un copioso bottino di munizioni. Tre giorni dopo, il 25 marzo, sorprendeva a Padenghe sul Garda un corpo di fuggitivi del presidio austriaco di Cremona.
Guidò la 4ª Colonna di volontari bresciani, forte di 1.000 uomini, nell'invasione del Trentino combattendo a Ponte Arche e a Castel Toblino il 14 aprile, ove per la mancata espugnazione del castello fu accusato di viltà dai comandanti dei Volontari e pertanto fu immediatamente esautorato nel comando dal Governo provvisorio bresciano e richiamato in città.